# Alle Vijf
Alle Vijf was een wekelijks populairwetenschappelijk programma van de Vlaamse openbare omroep dat van 1991 tot 1997 uitgezonden werd op TV1.

## Concept
In elke aflevering werden een vijftal onderwerpen op een bondige manier behandeld, zoals bijvoorbeeld een nieuw gadget, een opmerkelijke uitvinding of een medische ontdekking. Af en toe werd er ook een volledige aflevering aan één thema gewijd, zoals de uitzending 25 november 1992 over Aids of de uitzending van 8 november 1993 die volledig in het teken van de 11.11.11-actie stond.
In het laatste seizoen kreeg het programma een nieuw decor waardoor het ook mogelijk werd om studiogasten te ontvangen.

## Presentatie
Het programma dankt zijn naam aan het feit dat er oorspronkelijk een panel van vijf presentatoren was: Kris Smet, Stephan Mores, Luk De Koninck, Nathalie Demedts en Jo De Poorter.  Die laatste werd in 1992 vervangen door Paul Peyskens.
Vanaf het derde seizoen werd het programma afwisselend door Stephan Mores en Kris Smet gepresenteerd.
Vanaf seizoen vijf kwam de presentatie in handen van Frank Deboosere.
- Jo De Poorter (seizoen 1)
- Nathalie Desmedts (seizoen 1 - seizoen 2)
- Luk De Koninck (seizoen 1 - seizoen 2)
- Kris Smet (seizoen 1 - seizoen 4)
- Stephan Mores (seizoen 1 - seizoen 4)
- Paul Reyskens (seizoen 2)
- Frank Deboosere (seizoen 5 - seizoen 6)